# Come Saturday Morning (Lied)
Come Saturday Morning ist ein Lied aus dem Film Pookie (1969). Fred Karlin und Dory Previn wurden für dieses von der Gruppe The Sandpipers interpretierten Liedes 1970 für den Oscar für den besten Filmsong nominiert.

## Geschichte
1970 veröffentlichten The Sandpipers das Lied Come Saturday Morning auf ihrem bei A&M Records erschienenen Album gleichen Namens. Es ist das vorletzte Stück auf der Langspielplatte. Die Interpretation von Sandpipers erreichte erstmals im Dezember 1969 die Billboard Hot 100 und hielt sich dort acht Wochen, mit der höchsten Listung auf Platz 83 im Januar 1970. In den Easy Listening Charts hielt sich das Lied dreizehn Wochen und erreichte Platz 9. Nach der Veröffentlichung der Single erreichten The Sandpipers nochmals die Billboard Hot 100 und die Easy Listening Charts. In den Hot 100 hielt sich das Lied nun zwölf zusätzliche Wochen und stieg bis Platz 17 auf. In den Easy Listening Charts hielt sich die Version nun zusätzliche elf Wochen und erreichte Platz 5.
Nachdem im Januar 1970 die Oscar-Nominierung bekannt geworden war, veröffentlichte die Hauptdarstellerin von Pookie Liza Minnelli ebenfalls bei A&M Records ihr Album Come Saturday Morning, welches auch ein Interpretation des Liedes Come Saturday Morning durch Minelli enthielt.